# Тюковское сельское поселение (Рязанская область)
Тюковское сельское поселение — упразднённое муниципальное образование (сельское поселение) в Клепиковском районе Рязанской области.
Административный центр — село Тюково.

## История
Тюковское сельское поселение образовано в 2006 г.
Законом Рязанской области от 11 мая 2017 года № 28-ОЗ, были преобразованы, путём их объединения, Тюковское и Болоньское сельские поселения — в Болоньское сельское поселение с административным центром в посёлке Болонь.

## Население
| 2010 | 2012 | 2013 | 2014 | 2015 | 2016 | 2017 |
| ---- | ---- | ---- | ---- | ---- | ---- | ---- |
| 632  | ↗644 | ↗656 | ↘647 | ↘625 | →625 | ↘608 |

## Состав поселения
| №  | Населённый пункт  | Тип населённого пункта       | Население |
| -- | ----------------- | ---------------------------- | --------- |
| 1  | Аверькиево        | деревня                      | 37        |
| 2  | Алтухово          | деревня                      | 13        |
| 3  | Анциферово        | деревня                      | 7         |
| 4  | Аристово          | деревня                      | 29        |
| 5  | Беломутово        | деревня                      | 1         |
| 6  | Большая Матвеевка | деревня                      | 12        |
| 7  | Большое Курапово  | деревня                      | 7         |
| 8  | Владычино         | деревня                      | 3         |
| 9  | Давыдово          | деревня                      | 1         |
| 10 | Дунино            | деревня                      | 9         |
| 11 | Зубово            | деревня                      | 3         |
| 12 | Карпово           | деревня                      | 2         |
| 13 | Каширово          | деревня                      | 3         |
| 14 | Клин              | деревня                      | 1         |
| 15 | Козельское        | деревня                      | 4         |
| 16 | Колычево          | село                         | ↘27       |
| 17 | Лебедино          | деревня                      | 32        |
| 18 | Макеево           | деревня                      | 40        |
| 19 | Малая Матвеевка   | деревня                      | 1         |
| 20 | Малое Курапово    | деревня                      | 7         |
| 21 | Маньщино          | деревня                      | 5         |
| 22 | Мосеево           | деревня                      | 23        |
| 23 | Мягково           | деревня                      | 69        |
| 24 | Нефедово          | деревня                      | 15        |
| 25 | Новоселки         | деревня                      | 6         |
| 26 | Пансурово         | деревня                      | 24        |
| 27 | Прасковьино       | деревня                      | 1         |
| 28 | Русаново          | деревня                      | 11        |
| 29 | Сильма            | хутор                        | 0         |
| 30 | Сонино            | деревня                      | 16        |
| 31 | Стружаны          | село                         | ↘10       |
| 32 | Тетерино          | деревня                      | 18        |
| 33 | Тюково            | село, административный центр | ↘123      |
| 34 | Фомино            | деревня                      | 28        |
| 35 | Чебукино          | деревня                      | ↘23       |
| 36 | Шакино            | деревня                      | 21        |

## Известные уроженцы
- Ольховский, Пётр Иванович (1900—2000) — советский военачальник, генерал-майор. Родился в деревне Козельское.